# Grand Prix moto des Pays-Bas 1998
Le  Grand Prix moto des Pays-Bas 1998 est la septième manche du championnat du monde de vitesse moto 1998. La compétition s'est déroulée du 25 au 27 juin 1998 sur le TT Circuit Assen.
C'est la 50e édition du Grand Prix moto des Pays-Bas.

## Classement 500 cm3
| Pos  | Pilote                   | Constructeur | Temps/Écart     | Points |
| ---- | ------------------------ | ------------ | --------------- | ------ |
| 1    | Mickael Doohan           | Honda        | 41 min 17 s 788 | 25     |
| 2    | Max Biaggi               | Honda        | +0 s 560        | 20     |
| 3    | Simon Crafar             | Yamaha       | +1 s 151        | 16     |
| 4    | Alex Barros              | Honda        | +5 s 151        | 13     |
| 5    | Carlos Checa             | Honda        | +13 s 827       | 11     |
| 6    | Àlex Crivillé            | Honda        | +21 s 256       | 10     |
| 7    | Nobuatsu Aoki            | Suzuki       | +28 s 877       | 9      |
| 8    | Tadayuki Okada           | Honda        | +33 s 544       | 8      |
| 9    | Régis Laconi             | Yamaha       | +44 s 870       | 7      |
| 10   | Jurgen van den Goorbergh | Honda        | +48 s 118       | 6      |
| 11   | Garry McCoy              | Honda        | +1 min 11 s 257 | 5      |
| 12   | Kenny Roberts Jr         | Modenas      | +1 min 30 s 137 | 4      |
| 13   | Matt Wait                | Honda        | +1 min 39 s 885 | 3      |
| 14   | Scott Smart              | Honda        | +2 min 49 s 856 | 2      |
| 15   | Bernard Garcia           | Honda        | +3 min 02 s 687 | 1      |
| Abd. | Juan Borja               | Honda        | Abandon         |        |
| Abd. | Norifumi Abe             | Yamaha       | Abandon         |        |
| Abd. | Luca Cadalora            | Suzuki       | Abandon         |        |
| Abd. | Jean-Philippe Ruggia     | Muz-Weber    | Abandon         |        |
| Abd. | Sete Gibernau            | Honda        | Abandon         |        |

## Classement 250 cm3
| Pos  | Pilote              | Constructeur | Temps/Écart     | Points |
| ---- | ------------------- | ------------ | --------------- | ------ |
| 1    | Valentino Rossi     | Aprilia      | 38 min 31 s 905 | 25     |
| 2    | Jurgen Fuchs        | Aprilia      | +19 s 184       | 20     |
| 3    | Haruchika Aoki      | Honda        | +19 s 516       | 16     |
| 4    | Luis d'Antin        | Yamaha       | +21 s 682       | 13     |
| 5    | Tohru Ukawa         | Honda        | +21 s 721       | 11     |
| 6    | Sebastian Porto     | Aprilia      | +21 s 927       | 10     |
| 7    | Takeshi Tsujimura   | Yamaha       | +22 s 084       | 9      |
| 8    | Jason Vincent       | TSR-Honda    | +27 s 290       | 8      |
| 9    | Luca Boscoscuro     | TSR-Honda    | +33 s 444       | 7      |
| 10   | Roberto Rolfo       | TSR-Honda    | +37 s 467       | 6      |
| 11   | Noriyasu Numata     | Suzuki       | +42 s 228       | 5      |
| 12   | Jeremy McWilliams   | TSR-Honda    | +42 s 659       | 4      |
| 13   | William Costes      | Honda        | +50 s 841       | 3      |
| 14   | Ivan Clementi       | Yamaha       | +52 s 029       | 2      |
| 15   | Johann Stigefelt    | Suzuki       | +53 s 759       | 1      |
| 16   | Yasumasa Hatakeyama | ERP-Honda    | +1 min 08 s 503 |        |
| 17   | Davide Bulega       | ERP-Honda    | +1 min 08 s 716 |        |
| 18   | Jarno Janssen       | Honda        | +1 min 21 s 462 |        |
| 19   | Maurice Bolwerk     | Honda        | +1 min 21 s 546 |        |
| 20   | Rudie Markink       | Honda        | +1 min 44 s 511 |        |
| 21   | Andre Romein        | Honda        | +2 min 11 s 041 |        |
| Abd. | José Luis Cardoso   | Yamaha       | Abandon         |        |
| Abd. | Stefano Perugini    | Honda        | Abandon         |        |
| Abd. | Tetsuya Harada      | Aprilia      | Abandon         |        |
| Abd. | Olivier Jacque      | Honda        | Abandon         |        |
| Abd. | Loris Capirossi     | Aprilia      | Abandon         |        |

## Classement 125 cm3
| Pos  | Pilote              | Constructeur | Temps/Écart     | Points |
| ---- | ------------------- | ------------ | --------------- | ------ |
| 1    | Marco Melandri      | Honda        | 38 min 27 s 391 | 25     |
| 2    | Kazuto Sakata       | Aprilia      | +0 s 028        | 20     |
| 3    | Tomomi Manako       | Honda        | +9 s 626        | 16     |
| 4    | Lucio Cecchinello   | Honda        | +10 s 331       | 13     |
| 5    | Masaki Tokudome     | Aprilia      | +10 s 410       | 11     |
| 6    | Mirko Giansanti     | Honda        | +10 s 425       | 10     |
| 7    | Roberto Locatelli   | Honda        | +10 s 700       | 9      |
| 8    | Frédéric Petit      | Honda        | +11 s 417       | 8      |
| 9    | Steve Jenkner       | Aprilia      | +14 s 678       | 7      |
| 10   | Masao Azuma         | Honda        | +24 s 158       | 6      |
| 11   | Gino Borsoi         | Aprilia      | +25 s 011       | 5      |
| 12   | Youichi Ui          | Yamaha       | +30 s 265       | 4      |
| 13   | Hiroyuki Kikuchi    | Honda        | +30 s 369       | 3      |
| 14   | Ivan Goi            | Aprilia      | +33 s 345       | 2      |
| 15   | Jaroslav Huleš      | Honda        | +33 s 527       | 1      |
| 16   | Arnaud Vincent      | Honda        | +33 s 742       |        |
| 17   | Angel Nieto Jr      | Aprilia      | +36 s 359       |        |
| 18   | Federico Cerroni    | Aprilia      | +59 s 159       |        |
| 19   | Enrique Maturana    | Yamaha       | +1 min 02 s 676 |        |
| 20   | Jeronimo Vidal      | Aprilia      | +1 min 02 s 920 |        |
| 21   | Andrea Iommi        | Honda        | +1 min 43 s 557 |        |
| 22   | Hans Koopman        | Honda        | +3 min 53 s 297 |        |
| 23   | Wilhelm van Leeuwen | Honda        | +1 tour         |        |
| 24   | Harold de Haan      | Honda        | +1 tour         |        |
| Abd. | Yoshiaki Katoh      | Yamaha       | Abandon         |        |
| Abd. | Christian Manna     | Yamaha       | Abandon         |        |
| Abd. | Gianluigi Scalvini  | Honda        | Abandon         |        |
| Abd. | Emilio Alzamora     | Aprilia      | Abandon         |        |